# バタック・ドッグ
バタック・ドッグ（英：Batak Dog）とは、インドネシアのスマトラ島原産の狩猟用・食用の犬種である。スマトラ島に住んでいるバタック族によって主に飼育されている。

## 歴史
古くから存在する犬種のひとつで、ユーラシア大陸から渡ってきたパリアタイプの犬が土着化して適応して犬種になったものと考えられている。猟犬・番犬として使われているが、一部の犬は今でも食用としてブリーディングされている。食用の犬は穀物系のえさを与えられ、肉の柔らかい若いうちに屠殺される。現地では貴重で豪華なごちそうとして尊ばれていて、バタック・ドッグの肉をそれの血の入ったスープの中で煮て作る、いわば狗肉のシチューのような料理などに使われる。しかし、現在は世界的に犬食文化を忌む風潮が広まってきているため、犬を食べない人も増え、このような変わった料理はあまり食べられなくなってきている。そのため、今はほとんど猟犬や番犬としてのみ使われている。
もともとは部族専用の犬種であったが、部族外の人が出入りする事が増えたためこの犬種は外に持ち出され、部族外でもまれに見かけることが出来るようになった。しかし、度重なる大きな自然災害（スマトラ島沖地震、津波など）により壊滅的なダメージを受けて数が激減してしまい、現在、絶滅寸前の危機に陥っている。それにもかかわらず犬種クラブや愛好家はほとんど存在せず、部族に飼われている少数の犬がいなくなってしまえばすぐに絶滅してしまう可能性が非常に高い。

## 特徴
中～小型犬サイズのスピッツタイプの犬種である。首は太く短く、目つきが鋭い。大き目の立ち耳、巻き尾だが猟犬として使われるときは耳の端を断耳され、尾は短めに断尾される事がある。ショートコートで毛色に制限は無く、性格はやや内向的だが、利口で活発である。身体能力が高く、部落内の地上から4.5mもある高家のはしごを平気で上ったり、猟のときに目の前に立ちふさがる2mの大岩をジャンプで飛び越える事もあるといわれているほどである。

## 参考
『デズモンド・モリスの犬種事典』（誠文堂新光社）デズモンド・モリス著書、福山英也、大木卓訳 誠文堂新光社、2007年